# Silo

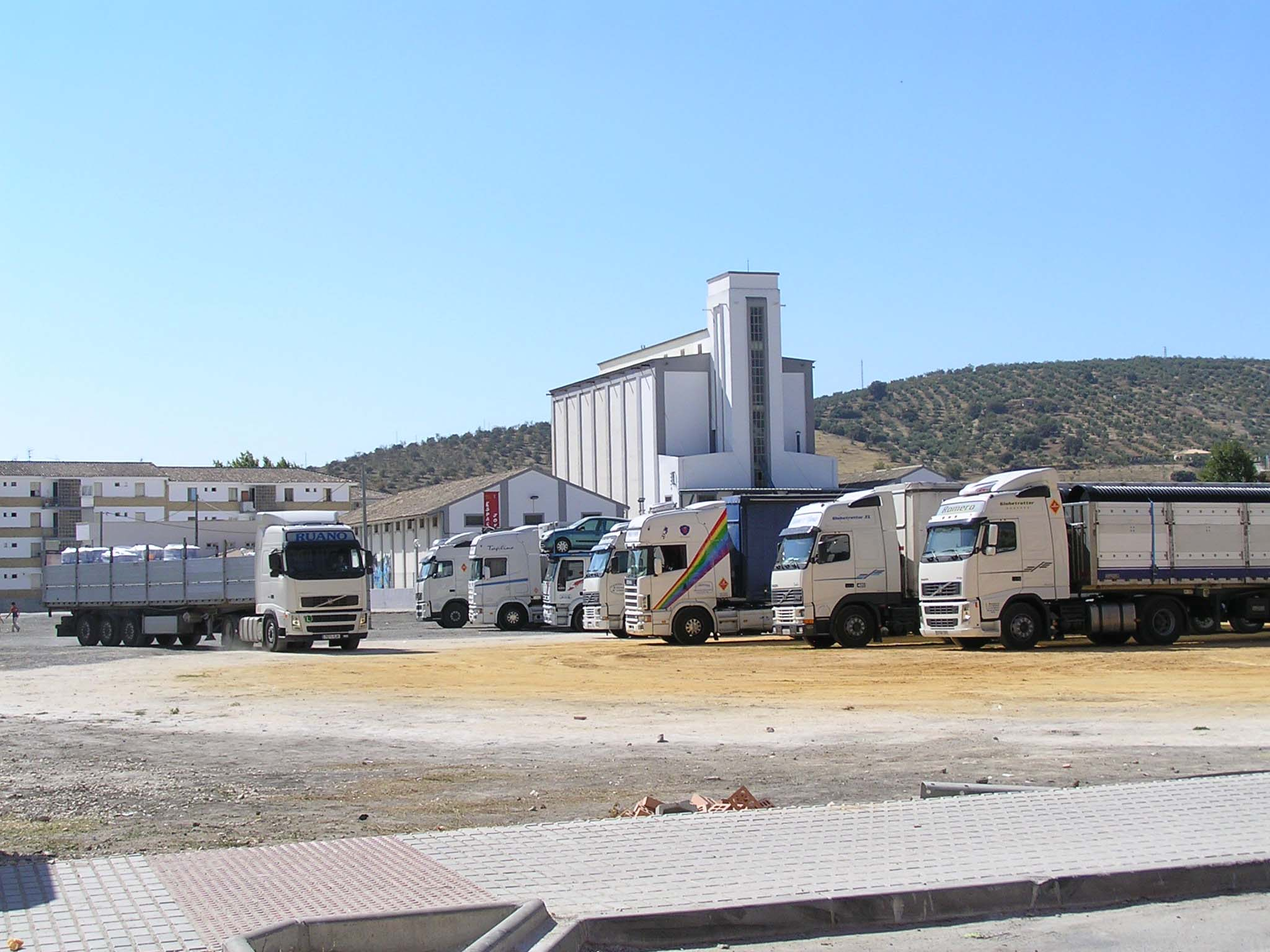
Silo de grano en Alcalá la Real
(Jaén, España).

Un silo (del griego σιρός - siros, "hoyo o agujero para conservar granos") es una construcción confeccionada para almacenar grano y otros materiales a granel. Forman parte de la etapa de acopio en la agricultura.
Los más habituales tienen forma cilíndrica, asemejándose a una torre. Pueden estar construidos en madera, hormigón armado o metal.
Actualmente el diseño original para la agricultura se ha adaptado a otros usos en la industria, utilizándose silos para depósito de materiales diversos, como el cemento, y también se han adaptado al área militar, empleándose silos para depósito y manejo de misiles.

## Historia

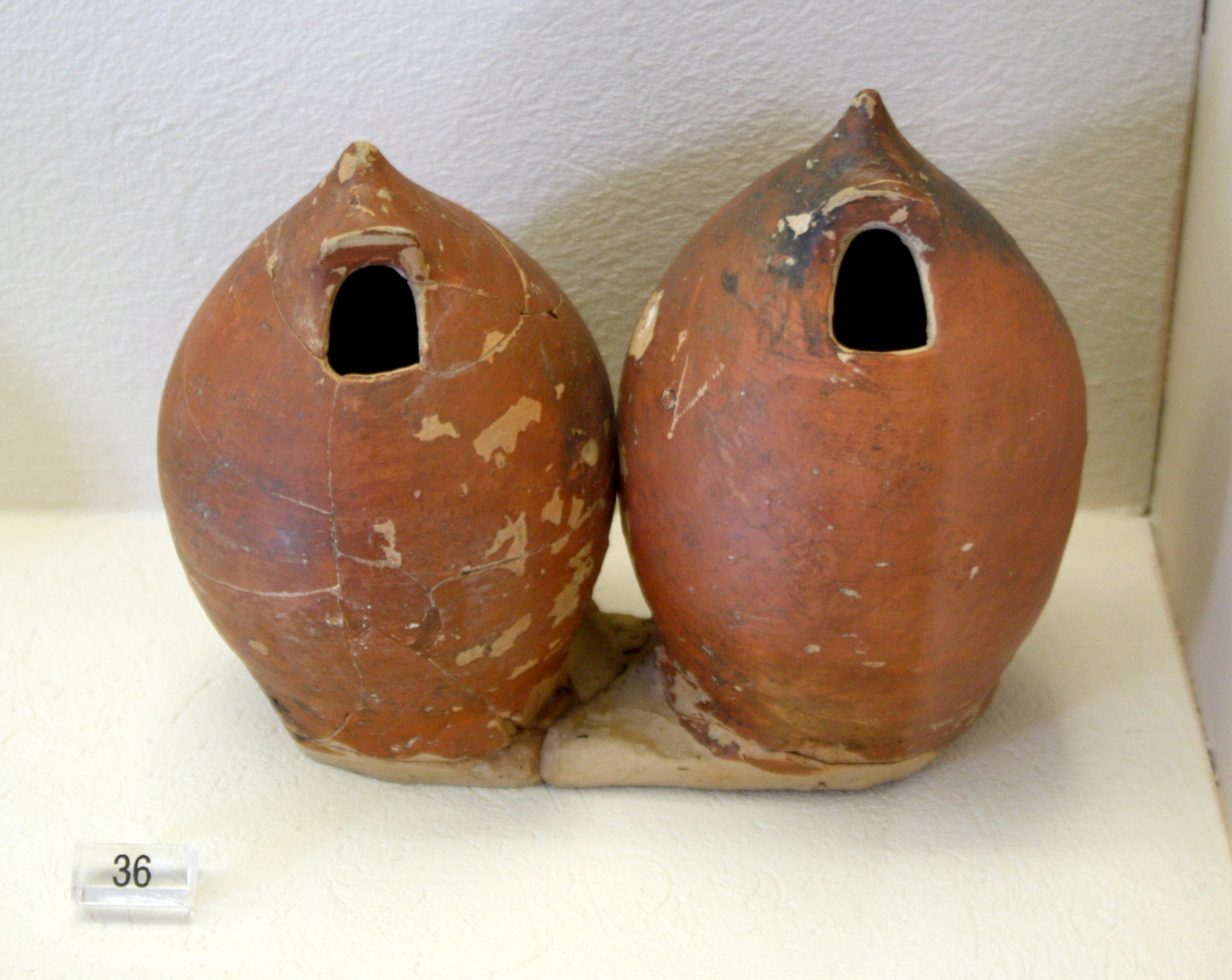
Vasos de la Antigua Grecia con forma de silos de grano. 700/650 a. C., Museo Arqueológico del Cerámico (Atenas).

Los restos arqueológicos encontrados y los textos del mundo antiguo muestran que ya se usaban silos en la Antigua Grecia, al menos desde el siglo VIII a. C.
En la Antigua Roma, se llegaron a construir grandes silos (hoyos) excavados en el suelo, enlucidos con arcilla y quemados para endurecerla, donde se almacenaba preferentemente el grano tostado para su conservación a largo plazo.
El primer silo moderno, en madera y posición vertical y como depósito de granos, fue inventado y construido en 1873 por Fred Hatch del Condado de McHenry (Illinois) en EE. UU..

## Tipos de silos en agricultura

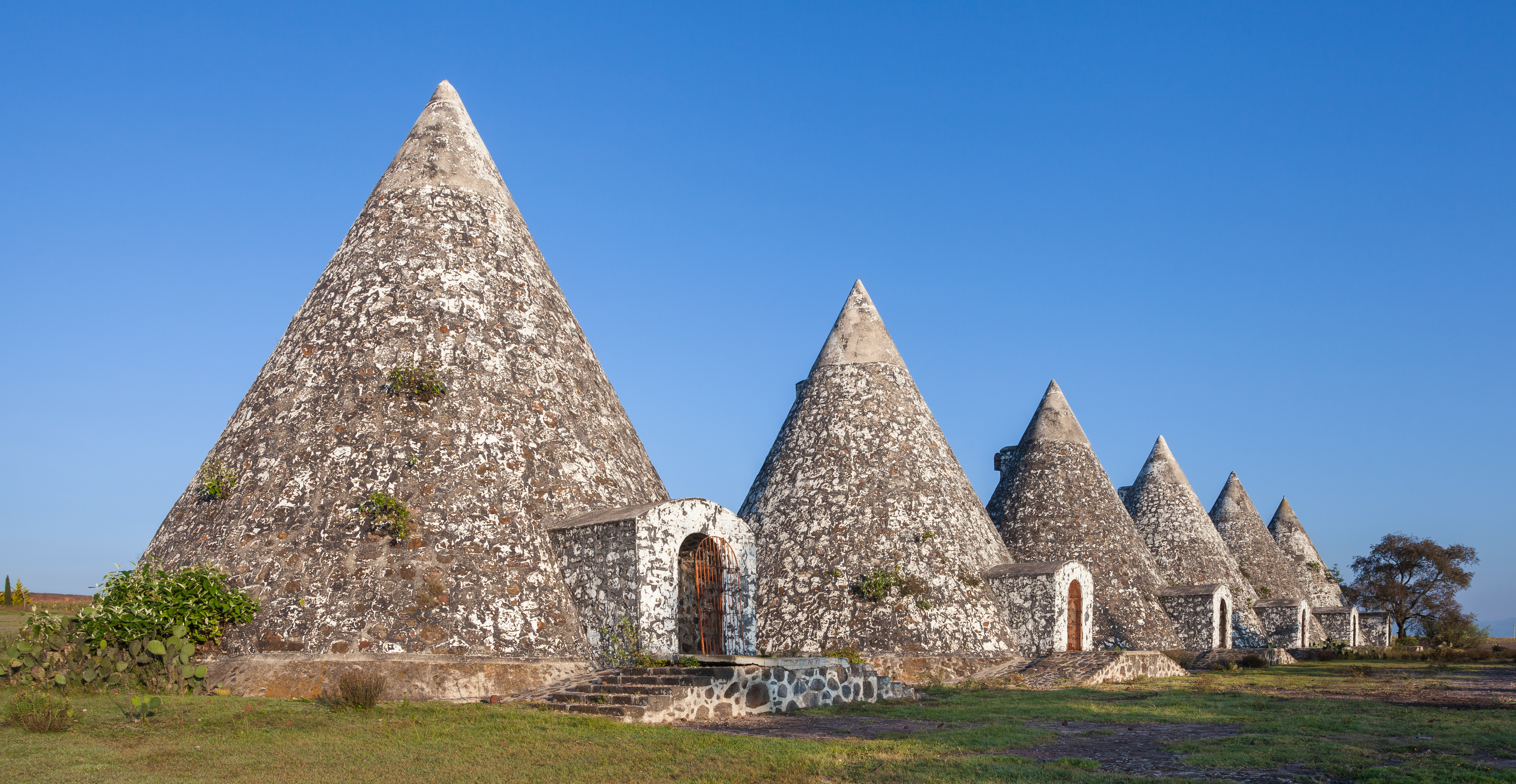
Silos en el Municipio de Acatlán (Hidalgo), México.

Existen diferentes tipos de silos según su tipo de almacenamiento o su uso:
- Silos de grano

1. Silos de torre
2. Silos de búnker
3. Silos de bolsa

- Silos de materia verde, o en rama, ensilado

1. Silos de maíz
2. Silos de alfalfa o hierba.

### Silos de torre

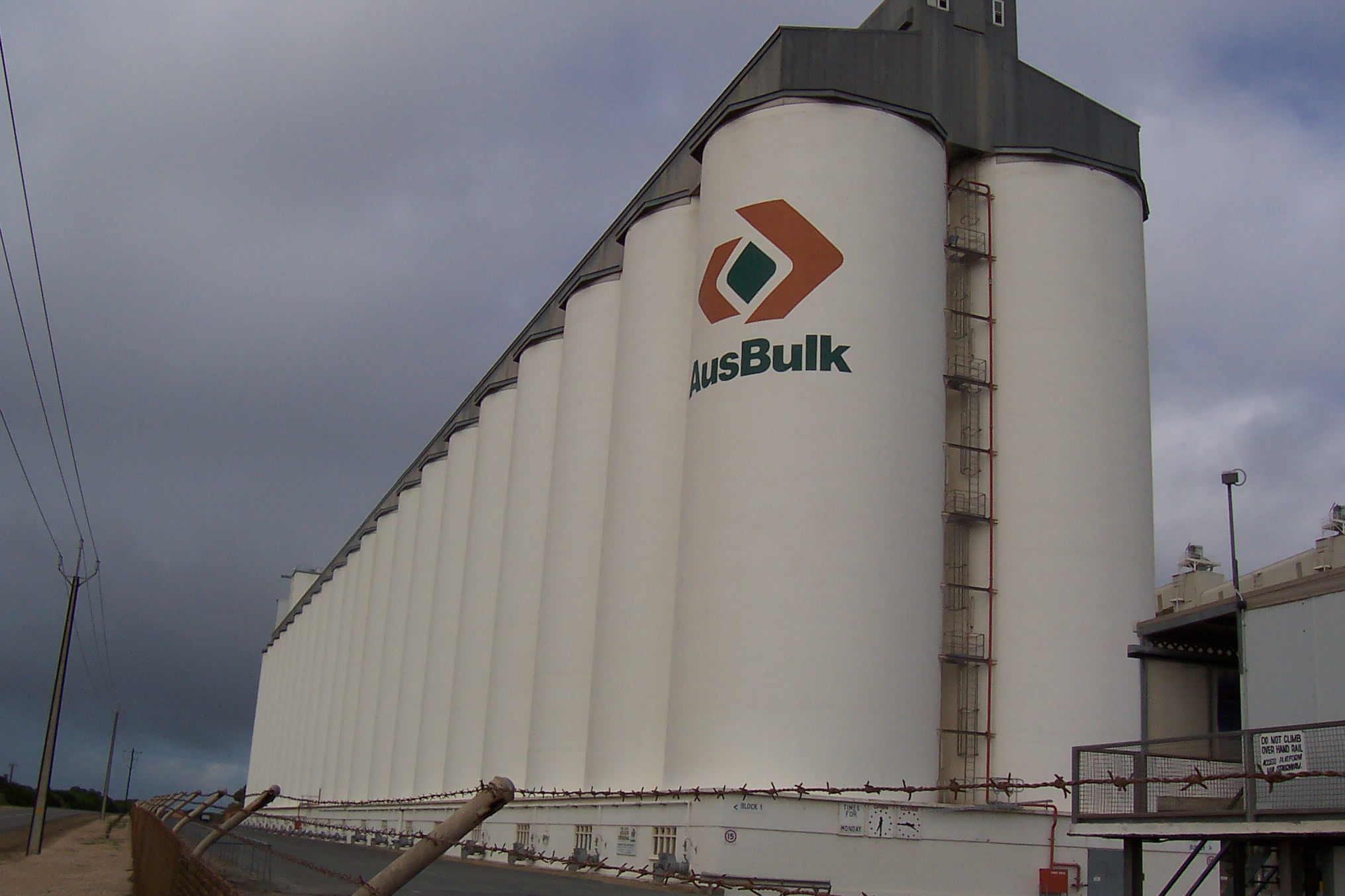
Silos de grano en Australia.

El silo de torre es una estructura de generalmente 4 a 8 m de diámetro y 10 a 25 m de altura. Su diseño original se debe al ingeniero estadounidense Franklin Hiram King.
Puede construirse de materiales tales como vigas de madera, hormigón, vigas de hormigón, y chapa galvanizada ondulada.
Los silos de torre que solo guardan ensilaje generalmente se descargan desde su parte superior. Esta tarea era originalmente hecha a mano con rastrillos, pero actualmente se realiza más a menudo con descargadores mecánicos. Algunas veces se utilizan cargadores para recoger desde las partes inferiores pero hay problemas para hacer reparaciones y con el ensilaje que se incrusta en las paredes de la estructura.
Una ventaja de los silos de torre es que el ensilaje tiende a empacarse bien gracias a su propio peso, con excepción de algunos metros de la parte superior. 
En Australia muchos pueblos en áreas de siembra de grano tienen silos de torres de hormigón para agrupar granos de los pueblos aledaños y almacenar para el transporte por carreteras o trenes hacia un puerto de exportación.

### Silos de búnker

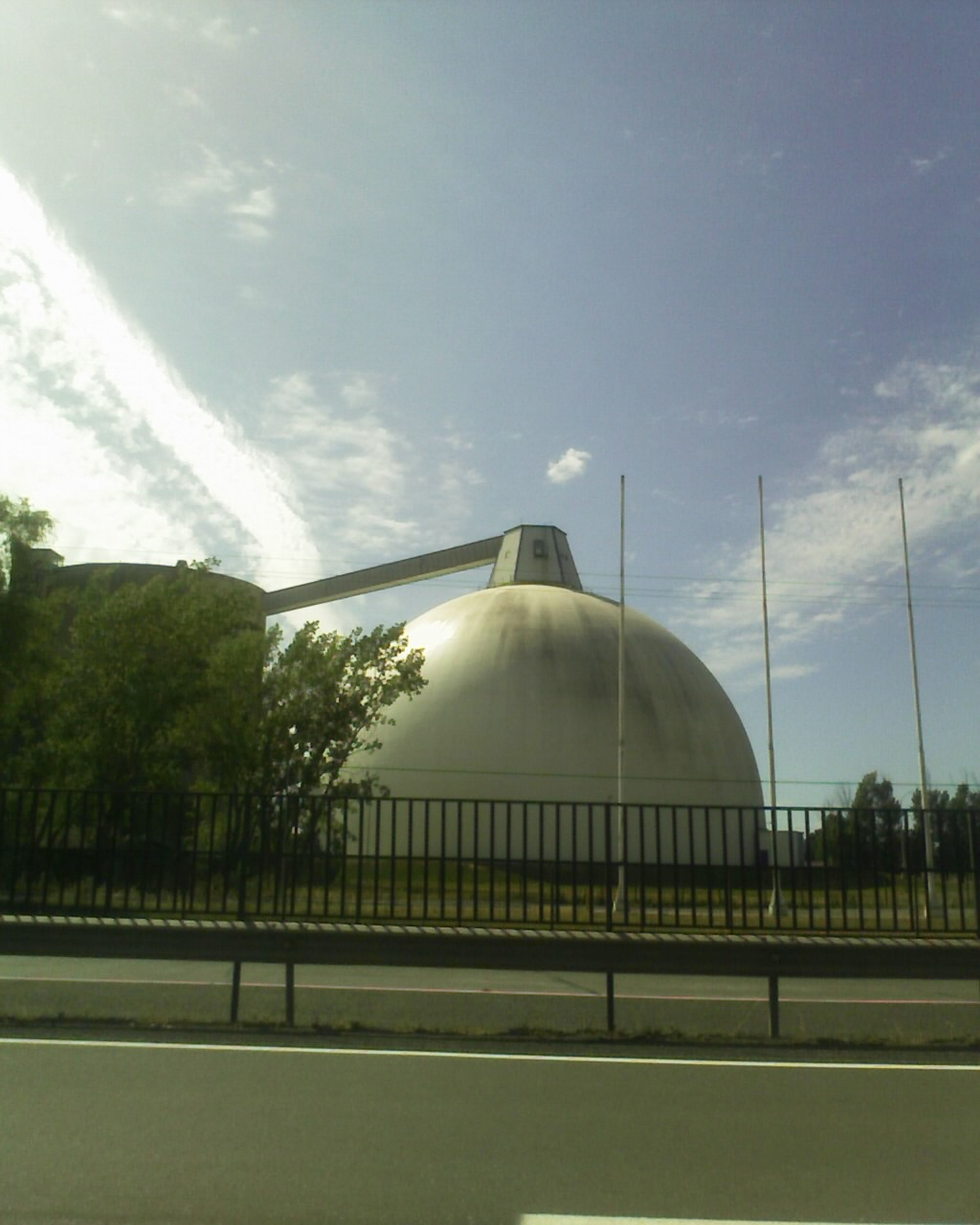
Silo de búnker en Chillán (Chile) que contiene azúcar en su interior.

Los silos de búnker son trincheras hechas generalmente de hormigón que se llenan y comprimen con tractores y máquinas de carga. Su costo es bajo y son convenientes para operaciones muy grandes. La trinchera rellena se recubre con una carpa para sellarlo herméticamente. Estos silos generalmente se descargan usando tractores y cargadores.
Son de forma esférica, y tienen un tubo para pasar el alimento a una planta procesadora.

### Silos de bolsa
Silos de bolsa son bolsas plásticas de gran tamaño, generalmente 2 a 2½ m de diámetro, y de un largo que varía dependiendo de la cantidad del material a almacenar. Se compactan usando una máquina hecha para ese fin, y ambos finales se sellan. Las bolsas se descargan usando un tractor y cargador, o un cargador con palanca. La bolsa se descarta por secciones mientras se destroza. 
Los silos de bolsa necesitan poca inversión de capital y se pueden usar como una medida temporal cuando las condiciones de cosecha o crecimiento demandan más espacio, aunque algunas granjas los usan cada año. Se puede usar en cualquier periodo.

## Silos en el uso militar

### Silos de misiles
Se da el nombre de silo de misiles o Silo misilístico, a las estructuras semisubterráneas que almacenan misiles cuya finalidad y diseño responde al lanzamiento de misiles balísticos.
Los silos de misiles son una especie de bases, blindadas para soportar un ataque nuclear,/ armamento  en los años 60 y 70 se construían en masa y valían millones de dólares debido a que guardaban un ICBM listo para ser lanzado en el momento de la orden. Estos recintos tenían baños y alcobas para los técnicos del lugar, así se cambiaban las guardias cada 24 horas.
En la guerra, estos silos nucleares llegaron a ser unos 82 en U.S.A, primordialmente en los desiertos. Últimamente estos recintos han sido "Supuestamente desmantelados"  por los Estados Unidos gracias a acuerdos con la antigua URSS, para bajar los ánimos de guerra nuclear y algunos de estos silos ahora son museos.

## Seguridad y limpieza de silos

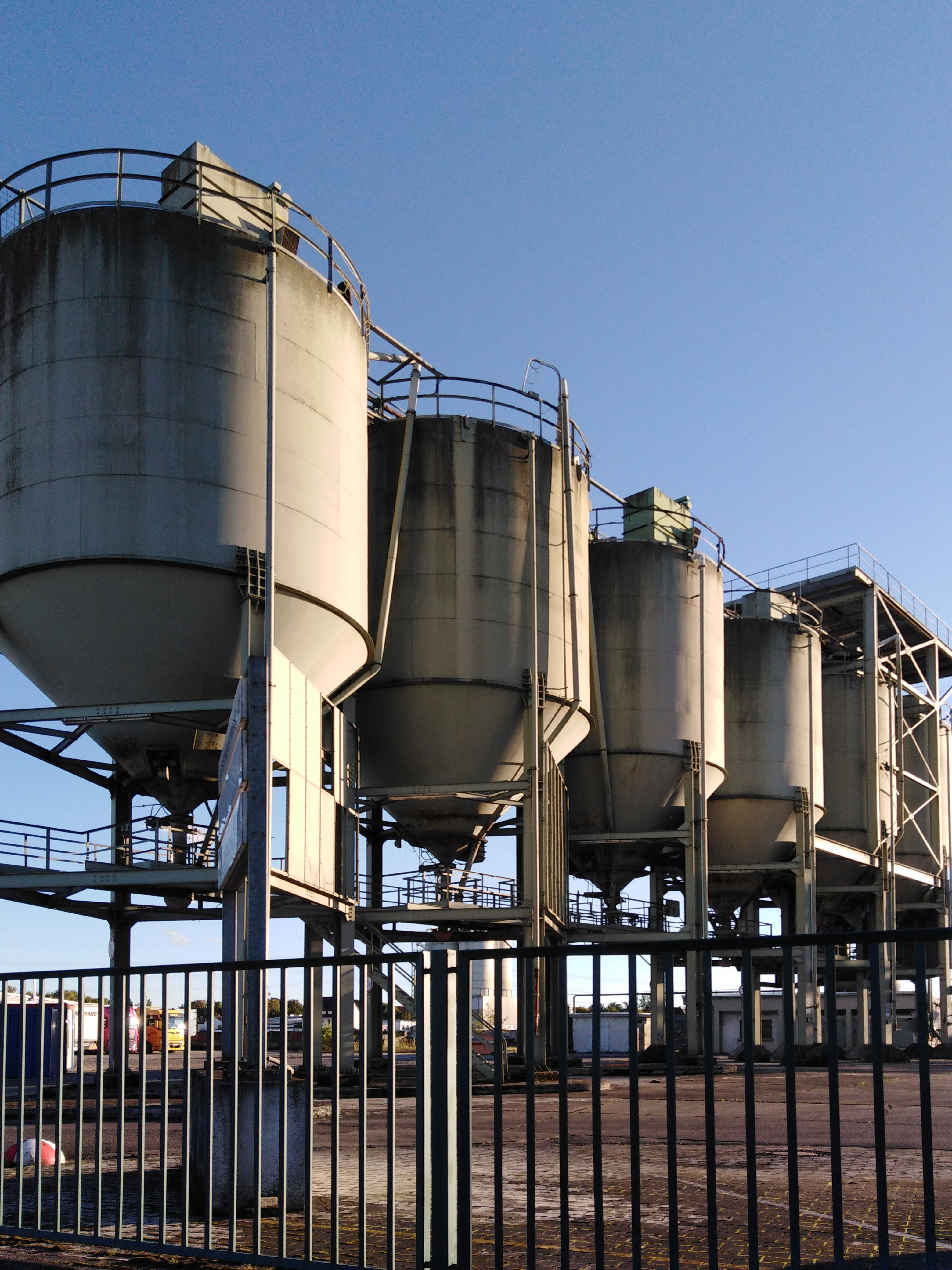
Silos metálicos de fondo cónico para guardar cemento

La limpieza manual, mediante la introducción de un trabajador que pende de una soga para liberar al material atascado, es la más sencilla. Sin embargo, esta es peligrosa por la caída de material y la posibilidad de que haya gases presentes. 
Hay muertes en silos que resultan del proceso de llenado y mantenimiento de estos. La maquinaria usada también es peligrosa, y en el caso de los silos de torre, los obreros pueden caer de la escalera o plataforma de trabajo. También se han registrado varios casos de explosiones. Si el aire en el interior prospera con partículas finas tales como polvo de grano, una chispa puede desatar una explosión de suficiente potencia para desintegrar un silo de hormigón.
Hay dos problemas principales que ameritan la limpieza del silo. Uno es el material que se consolida en la base del silo. El otro, el material que comienza a adherirse a los lados interiores del mismo. 
Estos problemas reducen la capacidad operativa y llevan a la contaminación por mezclarse materiales nuevos con antiguos. Hay gran variedad de formas de limpiar un silo y muchas de estas acarrean sus propios riesgos. Sin embargo, desde principios de la década de los años 1990 los limpiadores acústicos se han convertido en una opción por ser no-invasivos y tener un perfil mínimo de riesgos, además de ofrecer una solución al problema del costo por efectividad en la limpieza de los silos. Estos sistemas son indicamos más a modo preventivo, una vez realizada la limpieza de los silos, aunque hay que tener en cuenta la contaminación sonora que genera, llegando a veces a ser muy molesta para el oído humano.
Existen otros medios de limpieza sin ser intrusivos, como los sistemas basados en "Whip", en los cuales no es necesario el introducir personal al interior, además de cumplir en muchos casos con normas ATEX.

## Otros silos

### Silos de Villacañas
- Los silos de Villacañas son casas subterráneas excavadas en la llanura Manchega. Se conoce su existencia desde el siglo XVIII.

Los silos eran las viviendas de las familias más humildes y se construían cavando la tierra hasta abrir en su interior las habitaciones necesarias. 
Los techos y las paredes se cubrían de yeso y se pintaban con cal para iluminar su interior, sus ventanas se abren verticalmente desde el techo lumbreras que sirven de respiradero. 
La Caña es la escalera o rampa con escalones inclinados que es el acceso al interior, junto a la puerta se encuentra el desaguadero que es un depósito de aguas pluviales, consta de comedor, cocina, dormitorios, pajar, cuadras, gallinero. Al estar la casa bajo tierra la temperatura es muy constante, frescor en verano y calor en invierno. "Son unas joyas de la arquitectura popular únicas en el mundo".[cita requerida]

### Edificio Henninger Turm
- El Henninger Turm en Fráncfort del Meno (Alemania) era un silo de almacenamiento de cereales situado en el barrio de Sachsenhausen-Süd.

- Fue construido entre 1959 y 1961. 
- Fue inaugurado el 18 de mayo de 1961. 
- Hasta 1974 fue el edificio más alto de Frankfurt; y se mantuvo el silo de almacenamiento más alto del mundo hasta su demolición.
- En octubre de 2002, la torre fue cerrada al público.
- Fue demolido en 2013. 
El silo generalmente es usado para almacenar trigo, avena, cebada y centeno. El silo suele tener oxígeno en su interior.